# Július 15.
Július 15. az év 196. (szökőévben 197.) napja a Gergely-naptár szerint. Az évből még 169 nap van hátra.
Névnapok: Henrik, Roland + Aurél, Baldvin, Barót, Benvenútó, Bonaventúra, Bozsóka, Csege, Csegő, Egon, Estilla, Esztellia, Eszténa, Hendrik, Kardos, Ladomér, Leonóra, Manuéla, Manuella, Opika, Orlandó, Örkény, Örkönd, Pompília, Stella, Talamér, Vladimír, Vladiszláv, Zomilla

## Események
- 1099 – Az első keresztes háborúban a keresztény seregek beveszik Jeruzsálemet, az életben maradt lakosságot lemészárolják.
- 1162 – Megkoronázzák II. László magyar királyt, aki alig fél évig uralkodott.
- 1410 – A grünwaldi csata. A lengyel–litván hadsereg II. Ulászló lengyel király vezetésével döntő vereséget mér a Német Lovagrend seregére, melynek hatalma ezzel megtörik.[1]
- 1490 – A rákosi országgyűlés Jagelló Ulászló cseh királyt választja meg magyar királynak.
- 1514 – Temesvár alatt Szapolyai János erdélyi vajda döntő vereséget mér a jobbágyfelkelőkre, Dózsa Györgyöt és vezértársait fogságba ejti.
- 1525 – I. Károly spanyol király (V. Károly császár) német–spanyol zsoldos csapatai elfoglalják, kirabolják és porrá égetik az umbriai Narni városát.
- 1799 – Megtalálják a Rosette-i követ, amely az egyiptomi hieroglifák megfejtésének alapjául szolgált.
- 1846 – Pest és Vác között megnyílik az első magyarországi vasútvonal.
- 1918 - Megindul az utolsó nagy német offenzíva a nyugati fronton 1918 nyarán.
- 1931 – Endresz György és Magyar Sándor átrepülik a Atlanti-óceánt.
- 1933 – Steponas Darius és Stasys Girėnas litván pilóta átrepüli a Atlanti-óceánt.
- 1974 – Cipruson a Görögország által támogatott görög-ciprióta katonatisztek puccsot követnek el III. Makáriosz érsek-elnök ellen, aki elmenekül az országból.
- 2016 – Török katonák egy csoportja puccsot kísérelt meg a kormány ellen, kijárási tilalmat vezettek be és elfoglalták az állami TRT televízió székházát.[2]

## Sportesemények
Formula–1
- 1961 –  brit nagydíj, Aintree - Győztes: Wolfgang Von Trips (Ferrari)
- 1967 –  brit nagydíj, Silverstone - Győztes: Jim Clark (Lotus Ford)
- 1972 –  brit nagydíj, Brands Hatch - Győztes: Emerson Fittipaldi (Lotus Ford)
- 1990 –  brit nagydíj, Silverstone - Győztes: Alain Prost (Ferrari)
- 2001 –  brit nagydíj, Silverstone - Győztes: Mika Häkkinen (McLaren Mercedes)

## Születések
- 1606 – Rembrandt Harmensz van Rijn németalföldi festőművész († 1669)
- 1798 – Alekszandr Mihajlovics Gorcsakov herceg, orosz cári diplomata, külügyminiszter († 1883)
- 1810 – Löwenthal János Jakab magyar sakkmester († 1876)
- 1870 – Leonyid Boriszovics Kraszin bolsevik politikus, diplomata († 1926)
- 1884 – Markovits Rodion magyar író, újságíró († 1948)
- 1893 – Jáky József magyar közlekedésmérnök, talajmechanikus, Kossuth-díjas útépítő mérnök, a Magyar Tudományos Akadémia tagja († 1950)
- 1900 – Passuth László magyar író, műfordító († 1979)
- 1906 – Rudolf Uhlenhaut német autóversenyző († 1989)
- 1912 – Gallai Tibor Kossuth-díjas magyar matematikus, az MTA levelező tagja († 1992)
- 1914 – Prince Bira (B Bira) thai autóversenyző († 1985)
- 1921 – Robert Bruce Merrifield Nobel-díjas amerikai biokémikus († 2006)
- 1921 – Király István irodalomtörténész, akadémikus, Ady Endre-szakértő, a Kádár-rendszer irodalomtörténeti vonalának meghatározó alakja († 1989)
- 1922 – Leon Max Lederman amerikai kísérleti részecskefizikus († 2018)
- 1927 – Huszár István magyar közgazdász, statisztikus, szakpolitikus († 2010)
- 1929 – Ian Stewart brit autóversenyző († 2017)
- 1930 – Szabó Gyula Kossuth- és kétszeres Jászai Mari-díjas színművész, a nemzet színésze († 2014)
- 1938 – Teszák Sándor grafikusművész († 2018)
- 1940 – Koncz Tibor magyar zongorista, dobos, zeneszerző
- 1941 – Drahota Andrea Jászai Mari-díjas magyar színésznő
- 1941 – Dús László magyar festőművész
- 1944 – Szekeres Dénes filmproducer
- 1946 – Bolgár György magyar újságíró, riporter, műsorvezető, író
- 1948 – Dunai Imre magyar karikaturista, grafikus, könyvillusztrátor
- 1948 – Nicolae Dabija román származású moldáv író, irodalomtörténész († 2021)
- 1950 – Egervári Sándor magyar labdarúgó szövetségi kapitány
- 1952 – Terry O’Quinn Emmy-díjas amerikai színész
- 1953 – Bódy Magdi magyar énekesnő
- 1953 – Németh Péter Mikola magyar költő, esszéíró, performer, szerkesztő-rendező
- 1956 – Ian Curtis angol zenész, a Joy Division énekese († 1980)
- 1958 – Illés Ilona magyar bábművész, színésznő, a Bóbita Bábszínház örökös tagja
- 1960 – Szűcs Sándor magyar színész
- 1961 – Forest Whitaker amerikai színész, producer, rendező
- 1963 – Brigitte Nielsen dán szárm. amerikai színésznő („Red Sonja”, „Rocky IV”)
- 1968 – Leticia Calderón mexikói színésznő
- 1973 – Liptai Claudia magyar színésznő
- 1976 – Diane Kruger (sz. Diane Heidkrüger) német manöken, színésznő
- 1979 – Travis Fimmel ausztrál modell, színész
- 1981  – Bernáth Ferenc magyar gitárművész, zeneszerző
- 1982 – Sinan Sofuoğlu török motorkerékpár-versenyző († 2008)
- 1987 – Max Van Ville amerikai színész
- 1990
  - Bata Adrienn (Barbee) magyar énekesnő
  - Olly Alexander, angol énekes, zenész, színész
- 1989 – Tristan Wilds amerikai színész

## Halálozások
- 967 – I. Boleszláv cseh fejedelem ő hozta létre a középkori cseh állam alapjait (* 912)
- 998 – Abu l-Vafá Muhammad ibn Muhammad al-Búzdzsáni (röviden Abu l-Vafá), perzsa matematikus, csillagász (* 940)
- 1291 – I. Rudolf német király (* 1218)
- 1410 – Ulrich von Jungingen, a Német Lovagrend nagymestere (* 1360)
- 1783 – Kollár Ádám Ferenc szlovák jogtudós, császári és királyi tanácsos, a bécsi királyi könyvtár igazgatója (* 1718)
- 1835 – Izabela Czartoryska hercegnő, a krakkói Czartoryski Múzeum megalapítója (* 1746)
- 1857 – Carl Czerny osztrák zenepedagógus, zeneszerző, zongorista (* 1791)
- 1864 – Anton Csorich császári és királyi altábornagy, osztrák hadügyminiszter (* 1795)
- 1879
  - Kenessey Albert hajóstiszt, hajózási szakember, az MTA tagja (* 1828)
  - Johann Friedrich von Brandt német természettudós (* 1802)
- 1888 – Balogh Kálmán (orvos) magyar orvos, egyetemi tanár (* 1835)
- 1904 – Anton Pavlovics Csehov orosz író, drámaíró (* 1860)
- 1912 – Kulifay Elek magyar református lelkész, egyházszervező (* 1837)
- 1919 – Hermann Emil Fischer német kémikus, a cukrok és a purinszármazékok vizsgálataiért 1902-ben megkapta a kémiai Nobel-díjat (* 1852)
- 1929 – Hugo von Hofmannsthal osztrák író, drámaíró, lírikus, librettista (* 1874)
- 1930 – Auer Lipót világhírű magyar hegedűművész, tanár, karmester, zeneszerző (* 1845)
- 1940 – Robert Pershing Wadlow, minden idők legmagasabb embere (* 1918)
- 1947 – Wolf Emil vegyészmérnök, az önálló magyar gyógyszeripar egyik megteremtője (* 1886)
- 1959 – Ernest Bloch svájci-amerikai zeneszerző (* 1880)
- 1963 – Szélyes Lajos magyar állatorvos, egyetemi tanár (* 1885)
- 1974 – Amsel Ignác magyar labdarúgó (* 1899)
- 1988 – Füzessy Ottó magyar színész (* 1928)
- 1990 – Margaret Lockwood angol színésznő (* 1916)
- 1991 – Roger Revelle amerikai tudós (* 1909)
- 1994 – Liska Tibor Széchenyi-díjas magyar közgazdász (* 1925)
- 1996 – Lakó György magyar nyelvész, finnugrista (* 1908)
- 1997 – Giovanni „Gianni” Versace olasz divattervező, jelmeztervező (* 1946)
- 1998 – Csenki Imre Kossuth-díjas magyar karnagy, zeneszerző (* 1912)
- 2003 – Ternyák Zoltán magyar színész (* 1963)
- 2005 – Kállay Ilona kétszeres Jászai Mari-díjas magyar színésznő (* 1930)
- 2008 – Kolonics György olimpiai- és világbajnok magyar kenus (* 1972)
- 2011 – Czakó Jenő Aase-díjas magyar színész, a szolnoki Szigligeti Színház örökös tagja (* 1916)
- 2022 – Sárosi Bálint Széchenyi-díjas magyar néprajzkutató (* 1925)

## Nemzeti ünnepek, emléknapok, világnapok
- 2000 óta a bíróságok napja Magyarországon (1869-ben ezen a napon hirdették ki a bírói hatalom gyakorlásáról szóló törvényt).